# Disa reticulata
Disa reticulata är en orkidéart som beskrevs av Harry Bolus. Disa reticulata ingår i släktet Disa och familjen orkidéer. Inga underarter finns listade i Catalogue of Life.